# Championnats d'Europe de course d'orientation
Les Championnats d'Europe de course d'orientation sont une compétition continentale de course d'orientation organisée par la Fédération internationale de course d'orientation. La première édition a lieu en 1962 en Norvège ; après une longue coupure à partir de 1964, la compétition se tient de manière régulière depuis l'an 2000.